# ふたりっ子
『ふたりっ子』（ふたりっこ）は、1996年（平成8年）10月7日から1997年（平成9年）4月5日までNHK連続テレビ小説の第55作として1996年度後期に放送された日本のテレビドラマ。大石静作。岩崎ひろみ、菊池麻衣子主演。作・脚本の大石静は、この作品で第15回向田邦子賞を受賞した。

## 概要
大阪市の南側にある下町・天下茶屋と新世界を舞台にした作品。1966年（昭和41年・丙午）7月4日生まれの全く性格の違う双子のヒロイン、姉・麗子と妹・香子の挑戦と、それを取り巻く人間関係をほのぼのと描いた。ラストシーンは2005年とテロップが表示され、初めて未来を描いた連続テレビ小説となった。
ヒロインの幼少期（2週分）を演じた三倉茉奈・佳奈のデビュー作であり、銀じい（佐伯銀蔵）や、1997年の紅白歌合戦に出場することになる劇中の歌手・オーロラ輝子などの脇役も人気となった。また、三倉茉奈・佳奈は視聴者からの反響が大きく、末期にヒロイン・麗子の双子の娘役として再登場した。
オープニング画面の噴水の絵の下には、“On dit des jumeaux qu’ils sont l’incarnation des anges”と書かれている（フランス語で、「双子は、『天使の生まれ変わり』といわれている」）。
放送期間平均視聴率は29.0%、最高視聴率は31.9%（関東地区、ビデオリサーチ調べ）。全150回。脚本を基に小説化および漫画化（作画・みすみさこ）された。
1997年10月6日から1998年4月4日までBS2でアンコール放送され、2021年4月5日から10月4日までBS12 トゥエルビで放送された。
放送ライブラリーでは第1回と総集編が公開。

## ロケ地
- 天滝 - オープニングに登場する滝。
- 西天下茶屋商店街周辺（大阪市西成区千本北・潮路付近） - 主人公が暮らす街の設定でロケが行われた。大阪市立岸里小学校は、主人公が幼少期に通っていた小学校として使用された。西天下茶屋商店街には記念碑が設置されている。
- 岡見公園 - 園内にある岡見亭は香住の旅館「水月館」として使用された。
- 大引きの鼻
- 今子浦千畳敷
- 鎧駅 - 最終回などでロケ地として登場。現地には看板が設置されている。
- 医真会八尾総合病院
- 関西将棋会館
- 京都大学農学部グラウンド

## あらすじ
1966（昭和41）年、大阪・通天閣に近い商店街に生まれた双子の姉妹・野田麗子（菊池麻衣子）と香子（岩崎ひろみ）。優等生な麗子に対して、香子は落ちこぼれだったが、唯一才能を認められた将棋に没頭している。本当の幸せを求めて悩む麗子、天才棋士・森山史郎（内野聖陽）との敗北でプロ棋士を目指す香子。悩みながら、自分の道を見つけ成長していく、対照的な姉妹の幸せ探しの姿を描いた作品。

## 登場人物

### 主要人物
野田香子（のだ きょうこ） → （一時期 森山香子〈もりやま きょうこ〉） → 野田香子
演 - 岩崎ひろみ（乳児期：木村風音、少女期：三倉佳奈）
双子の妹。破天荒でやんちゃな性格。子供の頃は学校の問題児と言われ、教師や両親から度々怒鳴られる。しかし、将棋センターで出会った老人・佐伯銀蔵（銀じい）の勧めもあって将棋に打ち込む。豆腐屋を継ぐため高校を中退し、将棋も封印して豆腐店を手伝っていたが、少女時代に銀蔵に連れられて訪れた香住で偶然出会った将棋のライバル・森山史郎との再会および敗戦がきっかけとなり、プロの棋士になることを決意。女性初の正式な棋士を目指すため米原公紀の弟子となり、新進棋士奨励会に入会する。紆余曲折の末、史郎と結婚し、子供も授かったが流産した後に離婚した。以後は将棋の道に専念し、史郎とタイトルを争い対決することとなる。姪の玲実とは幼少時代の姿が似ていることもあって仲が良く、しばしば姉の麗子との板ばさみにあっていた。
なお妹だが、彼女の方が姉・麗子よりも先にクレジットされている。
野田麗子（のだ れいこ） → 黒岩麗子（くろいわ れいこ）
演 - 菊池麻衣子（乳児期：木村鈴音、少女期：三倉茉奈）
双子の姉。香子とは対照的に真面目な性格で頑張り屋。秀才で京都大学経済学部を卒業。だが、それゆえに両親からは香子ほど構ってもらえず、子供の頃は1人で悩んでいた。庶民的な実家、特に父である光一の生き方に嫌気がさし、大学は芦屋の祖父母宅から通い、しばらく関西弁を封印していた。大学で知り合った海東壮平と付き合ったり、森山史郎のアパートに転がり込んだこともあったが、香子と史郎の結婚式の朝に幼馴染の黒岩政夫との結婚を決意し、姉妹そろって結婚式を挙げる。大企業を退社後、実家の豆腐屋を新事業展開しようと模索するが苦労し、結局新事業を畳む。政夫との間に双子の娘を授かる。豆腐事業清算の後は、政夫とバーバー黒岩を切り盛りし、オカンとして、自分そっくりの真実、妹・香子のようにやんちゃな玲実の育児に悩む。
野田千有希（のだ ちあき）
演 - 手塚理美
麗子と香子の母で、真実と玲実の母方の祖母。旧姓・有沢。
芦屋の有沢家の令嬢。甲子園球場で偶然助けてもらった豆腐屋の光一の人柄にほれ込み、家出して光一のもとへ走る。その後は豆腐屋の女将として店を切り盛りし、2人の娘を育てる。その後、光一に失踪されるが、その時は光一に対する理解が足りなかったのではないかと自分を責める一方、子供達を残して行ったことを許せなかったために複雑な思いを抱き、光一が戻ってきた時は彼をなかなか受け入れようとはしなかった。だが、最終的には2人でまた豆腐屋を再開する道を選んだ。オーロラ輝子が危篤に陥った時は渋る光一を病院に向かわせた。
野田光一（のだ こういち）
演 - 段田安則
麗子と香子の父で、千有希の夫。真実と玲実の母方の祖父。
天下茶屋の野田豆腐店に生まれ、跡を継ぐ。芦屋の令嬢であった千有希を駆け落ち同然で奪い、芦屋の義父母とは敵対関係であった。幼少の香子に対しては極めて甘く、千有希が香子の言動に怒ると「まあ、ええやないか」となだめ、千有希が「ええことじゃありません」と反論する描写がしばしば見られた。その後オーロラ輝子に執拗な憧れを抱き、一時期蒸発して輝子の付き人となり、その期間は光野田一（みつの たいち）（本名のアナグラム）と名乗った。野田豆腐店に電話をかけて偶然いた香子とは久しぶりに話をして香子と森山との結婚のことを初めて聞いた。自身は結婚式には出ない代わりに仕事上の滞在先から電報を打った。だが千有希への未練を捨て切れず、それを見抜いた輝子がメジャーデビューするのを機に別れ話を持ち出し、野田家に戻る。麗子の豆腐事業には否定的で、ずっと距離を置いていたが、化粧品事業が行き詰まった時は真っ先に事業の清算を提案し、元の豆腐屋を再開。後に輝子が危篤に陥った時は銀蔵、香子、そして千有希の勧めで病室へ行き、その最期を看取った。阪神タイガースのファン。
黒岩 真実（くろいわ まみ）
演 - 三倉茉奈
麗子と政夫の娘で、玲実の双子の姉。香子の姪で、野田夫妻の孫。1993年1月19日生まれ。
母・麗子譲りの優等生だが、それゆえに玲実ほど両親から構ってもらえず、皮肉にも母と同じ苦悩を持つ。その母へはある時から反抗的態度を見せ、ついには母の今の生き方を否定するところまで行くが、本音をぶつけ合ったことにより和解する。落ちぶれて大阪に戻ってきたオーロラ輝子に心を許していき、彼女から赤い手鏡（光一の持っていた黒の手鏡と組になっていた）をもらっている。
黒岩 玲実（くろいわ れみ）
演 - 三倉佳奈
麗子・政夫の娘、真実の双子の妹。香子の姪で、野田夫妻の孫。
父と叔母・香子の性格を受け継いだやんちゃな性格。
黒岩政夫（くろいわ まさお）
演 - 伊原剛志
麗子の夫で、真実と玲実の父。香子の義兄で野田夫妻の娘婿。
野田豆腐店のある商店街に店を構えるバーバー黒岩の息子。娘（特に玲実）にも「マサ」の通称で呼ばれる。なお、麗子や真実からは「マサくん」と呼ばれる。頭は悪く、両親からもアホと呼ばれる。その代わり頑健で小学校以来、発熱したことがない。麗子が芦屋へ去ったり海東壮平と付き合ったりしていても一途に、そして熱狂的に思い続け、ついに結婚する。豆腐屋事業に苦悩する妻とのすれ違いが続いて離婚の危機を迎え、ついには家出して自分が光野太一と名乗って簡易宿舎に潜り込んだこともあったが乗り越え、両親の引退で理容店を継ぎ、麗子、香子に性格がそっくりの双子の娘も生まれる。
森山史郎（もりやま しろう）
演 - 内野聖陽（少年期：武田克巳、伊藤譲二）
少年時代は賭け将棋に打ち込んでいた父・亨を憎み、父に会おうとした銀蔵に将棋の駒を投げつけたことがある。後に18歳で奨励会に入り、京大進学後、高校を中退したばかりの香子と将棋対局をし、彼女を負かした。これがきっかけで、香子に女性が正式な棋士になる道を開拓させることとなり、やがて香子と結婚する。
結婚後の目標は夫婦でタイトルを争って対局することであった。後に子供も授かり、香子と子供の体調を気遣う。だが、それが仇となり、勝負師としての本能に目覚めた香子とすれ違いが生じる。香子の流産後、無理して将棋を捨てて専業主婦になろうとした香子を見かね、米原の勧めもあり、彼女への愛情から別居。その後、迷いを断ち切って棋士の道に専念したいと思い至った香子からの申し入れにより離婚。
離婚後も香子とは良好な関係を保っていたが、のちに香子と飛竜のタイトルを争うことになり、もう1度求婚する。その最終戦は思い出の地である城崎温泉で行われ、対局中に一緒にタイトルを目指そうと説得を試み、香子の心を惑わすが、結局香子に敗れ、やはり今まで通り別々に暮らした方がいいという結論に達したことから、プロポーズも断られた。
父とともに漁に出た船の上で満天の星が輝く夜空の元で将棋を指したことが将棋の道に進んだ原点となっており、同様の理由で星が好きだった。そのため、京大では天文学部に在籍していた。将棋と天文学のどちらを選ぶか悩み、対局を放棄して香住に戻ったこともある。
海東壮平（かいとう そうへい）
演 - 山本太郎
海東財閥の御曹司で、アメリカンフットボール・京都大学ギャングスターズのスター選手。なお彼の姓は実在のギャングスターズ史上最高のプレーヤーと言われる東海辰弥をオマージュしている。
麗子と付き合い、彼女のフィアンセになったが、後に麗子の嘘を知って一緒に生きていく決心のつかないという理由で破局。外務省に入ったが、後継者だった弟の死去により海東財閥を継ぎ、豆腐事業を展開していた麗子と再会。麗子への思いは変わっておらず、彼女（と政夫）の心を揺らす。だが商売にはシビアで麗子が展開しようとしていた豆腐化粧品が不調に終わることを見抜き、麗子や政夫に早く手を引くように忠告した。不幸にしてその忠告は的中したが、その時は友人として個人的に援助を申し出、化粧品事業を清算するよう忠告した。
その後、麗子にプロポーズ。麗子も一時は受けようかと迷ったが、政夫も交えた六甲での三者会談の場で麗子と政夫が本音をぶつけ合い、興奮した麗子が離婚届をびりびりに破くのを見て身を引いた。森山史郎とは学生時代からの旧友。
21世紀編には登場していない。
佐伯銀蔵（さえき ぎんぞう）
演 - 中村嘉葎雄
通天閣の地下にある将棋センターの常連客で、賭け将棋を生業としている真剣師。香子には「銀じい」と呼ばれる。香子にとっては、将棋のみならず人生の師匠となる。
高松の遊女の息子に生まれたが、将棋のために母を捨て家を出た過去がある。また香子が米原の元に弟子入りする時から20年くらい前に特例でプロ入りをかけて米原らと対局したことがあり、実力は認められたものの、棋風の卑しさを理由にプロ入りはならなかった過去がある。米原同様、勝負師としての本能と結婚生活との両立が難しいことを懸念したことから香子と史郎の結婚には反対で「（香子には）2匹の魔物は飼えん」と忠告していた。史郎との飛竜戦タイトル争いを控えた香子と会うものの、「もう俺を当てにするな」と言い残して香子の前から去った。その後、香子と史郎との飛竜戦が行われた頃は居酒屋でテレビ中継を観覧していた。モデルは真剣師の大田学。
オーロラ輝子（オーロラ てるこ）
演 - 河合美智子
通天閣の歌姫といわれる演歌歌手。銀蔵と同じ高松出身。孤児院育ちで本名は「小山田てる」。元々「夫婦みち」を持ち歌に地方を渡り歩くドサ回りだったが、劇中では新曲「まごころの橋」が大ヒットして紅白歌合戦に出場。その後落ちぶれて通天閣に戻り、銀蔵と出会い、彼の世話になる。が既に肝臓ガンに冒されており、通天閣で熱唱した後に倒れ、病室に駆け付けた光一とともに「夫婦みち」を歌い、彼の腕の中で激動の生涯を終えた。
「夫婦みち」のCDは実際に発売され、75万枚を売り上げるなど視聴者からの反響が大きかったため、1997年の実際の紅白歌合戦にも河合美智子が「オーロラ輝子」名で出場を果たした。頭部に通天閣の置物を乗せ派手な着物といういでたちで一世を風靡。段田のスケジュールの関係もあり、元々は光一を失踪させるために作られたキャラクターだったが、人気が出たため光一が戻った後も登場することになった。また河合の大阪弁が上達しなかったため、高松出身に変更された経緯がある。
オーロラ輝子は、実際に通天閣歌謡劇場の人気者で現在も頻繁に出演している歌手の叶麗子をモデルとしており、後に叶自身も輝子の後釜であるダイナマイト玲子としてゲスト出演した。

### 有沢家
芦屋市にある千有希の実家。
有沢英之（ありさわ ひでゆき）
演 - 高島忠夫
千有希の父で、香子と麗子の祖父。真実と玲実の曾祖父。
千有希も通った芦屋女学院の理事長。娘の結婚に反対し、千有希を勘当する。それ以来、豆腐はもちろん、豆腐屋で売られているものは一切口にしなかった。初めは亭主関白だったが、母の死で後ろ盾を失ったことにより理事長を解任される。その後愛人に逃げられ、長い間自分からの仕打ちに耐えてきた妻の理佐子に家庭内暴力を振るわれる。ついにその暴力に耐えきれなくなった英之は家出騒ぎを起こしてしまうが、この時にひょんなことから野田家に泊まる羽目になり、光一の働く姿を見る。またオーロラ輝子と出会う。この事件を機に考えを改め、理佐子や野田家と和解し、豆腐類も食べるようになった。その後は人が変わったかのように好々爺となり、理佐子の銀蔵への思いを受け入れた他、麗子のビジネスがバブル崩壊の影響で破綻した時は、借金返済のために芦屋の本家を売り、六甲の別荘に引っ越した。阪神・淡路大震災のショックで痴呆症の兆候が出るが、理佐子と別居したことがきっかけとなり、徐々に正気を取り戻していく。
有沢理佐子（ありさわ りさこ）
演 - 香川京子
千有希の母で、香子と麗子の祖母。真実と玲実のの曾祖母。東京生まれ。
夫のワンマンぶり（愛人絡みもあった）や姑からのいびりにも耐えかねていたが、姑・可奈の死後は可奈の告別式に千有希が来たのに英之がまったく気づかなかったこと、そして英之の理事長解任などが引き金となり、ついに家庭内暴力を振るってしまう。だが、上述の経緯で英之と和解した。後に麗子の豆腐屋新事業を手伝ううちに銀蔵に淡い思いを抱くようになる。六甲に引っ越した後は、英之のリハビリに専念するが、効果が上がらなかったため、最後の賭けとして自身は震災で被災した子供達を住み込みで世話するボランティアの仕事を始め、英之と別居する。
有沢可奈（ありさわ かな）
演 - 丹阿弥谷津子
英之の母。千有希の祖母で、香子と麗子の曾祖母。英之に「良き教育者たるように」と言う。
香子と麗子が高校生時点で既に病で寝たきり状態であり、自身の世話をする理佐子につらくあたる一方、英之に泣きついていた。
その後、病で死去。孫の千有希が可奈の死を新聞で訃報を知り、勘当の身でありながら葬式に弔問客として参列。光一との駆け落ち結婚以来、疎遠が続いていた両親と再会することになる。なお、訃報を知った光一は「こわいおばあちゃん」と語っていた。
可奈の死が英之の理事長解任のきっかけに繋がる。
吉江（よしえ）
演 - 林希
有沢家のお手伝い。有沢家で働き始めたばかりの頃、英之が豆腐屋で売られているものを口にしないよう決めていることを知らずに豆腐の入った味噌汁を作り、彼や可奈の機嫌を損ねてしまった。

### 天下茶屋・新世界の人々
黒岩良夫（くろいわ よしお） / 黒岩伸代（くろいわ のぶよ）
演 - 宮川大助 / 宮川花子
バーバー黒岩の鴛鴦夫婦で、政夫の両親。真実と玲実の父方の祖父母。野田夫妻のよき相談相手である。ドラマの中でも夫婦漫才のようなセリフが多い。理髪店を息子夫妻に任せ、伸代の故郷の和歌山で余生を過ごす。
谷武蔵（たに むさし）
演 - 河島英五
たこやきビリヤードのマスターで、政夫の親友。天下茶屋独身会のリーダー格。ビリヤード占いが得意でなんでも見通してしまう。
梅屋音吉（うめや おときち）
演 - 夢路いとし
通天閣将棋センターの席主。
伊能義臣（いのう よしおみ）
演 - 麿赤兒
賭け将棋を生業とする真剣師で、銀蔵のライバル。
ダイナマイト玲子（ダイナマイト れいこ）
演 - 叶麗子
演歌歌手。大阪を去ったオーロラ輝子に代わり、通天閣の歌姫として人気となる。
カネヤン / フクヤン / バーヤン / ニシヤン
演 - 多賀勝一 / 桂小米 / 南条好輝 / 山内勉
将棋センターの常連客。
八百屋の母ちゃん
演 - 田中恵理
天下茶屋で八百屋「八百八」を営む。
花屋の女主人
演 - 阿栗きい
天下茶屋で花屋「シルバー花店」を営む。
テーラーのオヤジ
演 - 小松健悦
天下茶屋で仕立て屋「テーラー田賀」を営む。
船津博（ふなつ ひろし） / 船津清（ふなつ きよし） / 船津孝（ふなつ たかし）
演 - 秋山大学 / 小島弘章 / 福澤重文
天下茶屋独身会のメンバー。「天下湯」の息子。3兄弟ともに蟹股第三高校卒業。
文潤（ぶんじゅん）
演 - 中井重文
天下茶屋独身会のメンバー。「ホルモン焼き屋・張命館」の店主。蟹股第三高校卒業。
豊作（ほうさく）
演 - FUKU助
天下茶屋独身会のメンバー。「丸三漬物店」の店主。蟹股第三高校卒業。
万太郎（まんたろう）
演 - 森下じんせい
天下茶屋独身会のメンバー。沢田研二似の巡査。蟹股第三高校卒業。

### 将棋界の人々と関係者
米原公紀（よねはら こうき）
演 - 桂枝雀
棋界のドン・永世名人。香子と史郎の師匠。勝負師同士の二人の結婚には反対だったが、不幸にも彼の懸念は的中してしまう。後に自身が持つタイトルの挑戦者の史郎との対局直前にぎっくり腰を発症し、そこを突いた史郎の2時間にも及ぶ長考に耐えられずに敗れたことにより、引退を決意する。
米原桂子（よねはら けいこ）
演 - 三林京子
米原永世名人の妻。夫婦仲は良好。史郎のことをずっと気にかけており、米原は「森山君のことが好きなのだろう」と言ってからかっている。それゆえ、史郎と香子の結婚には米原以上に猛反対した。史郎が離婚した後もお見合い話を何度も持ちかけている。が、上述の長考を行った対局の後、史郎を鬼呼ばわりした。
猿渡夏彦（さるわたり なつひこ）
演 - 國村隼
新進棋士奨励会の幹事。初登場時は五段、後に六段。初めは香子を軽視していたが、次第に実力を認めるようになる。香子と史郎の結婚式では幹事を務めた。対局の解説を担当することが多い。
雨宮秋彦（あめみや あきひこ）
演 - 田口浩正
奨励会員。史郎が四段昇段を決めた時の相手。弱気な将棋で猿渡は彼のことをずっと気にかけていた。その後もずっと四段に上がれずに時が過ぎ、後がなくなった彼は銀蔵に教えを乞うて攻め将棋に開眼。米原に改めての教えを乞うて守りの将棋（および無の境地）を習得した香子と互いにプロ入りを懸けた大一番を争う。香子をあと一歩のところまで追いつめ、一時は銀蔵も米原も雨宮の勝ちを確信するが、その二人の予想を超えた香子の妙手がきっかけで敗れ、年齢制限規定により奨励会を退会。その後はファミリーレストランで店長として働いていたが、偶然訪れた野田家で香子が棋士を辞めようと思いつめていたことを知り、自身最後の対局となった勝負の棋譜を再現して慰留した。なお、最後の対局後に産まれた第二子には香子と名づけている。
雨宮みどり（あめみや みどり）
演  - 松本麻希
秋彦の妻。雨宮と香子が対局する事になった時は第二子を妊娠していたこともあり、香子に雨宮への負けを懇願。香子を苦しめる。
雨宮春彦（あめみや はるひこ）
演  - 森田直幸
雨宮秋彦の息子。
羽柴秀明（はしば ひであき）
演 - 茂山宗彦
21世紀編に登場する天才的な若手棋士。対戦相手の手の内を読むのが得意。香子曰く、コンピュータのような将棋。75手で負かすと宣言し、動揺した史郎を77手で負かし、その後、香子と対戦するが今度は手を全く読めずに敗北。対局終了直後に突如、香子にプロポーズする。以後、香子につきまとうが全く相手にされず、さらに「竜将」のタイトル挑戦者決定戦で「75手で負かすので、負けたら引退してください」という羽柴の挑発に応じた史郎に120手で敗れ、自分の計算通りにならないこともあることを思い知ったことから18歳で引退してしまう。
なお、作中のタイトルは実際の将棋界のタイトルとは名称が異なる。作中では「名人」のみ実在のものと同じタイトルが使われた。
織田信雄（おだ のぶお）
演 - 岸部一徳
「飛将」のタイトル保持者。
対局相手の背後に回りこみ、相手側から盤面を見ようとする癖がある。
上杉康治（うえすぎこうじ）
演 - 桂小米朝（現・五代目桂米團治）
「飛王」のちに「王棋」のタイトル保持者。
三枝桂一郎（さえぐさ けいいちろう）
演 - 桂三枝（現・六代桂文枝）
「竜将」のちに「飛王」のタイトル保持者。終盤の妙手で一度は史郎の挑戦を退ける。
プロ将棋界・プロ野球界からのスポット登場人物
羽生善治（はぶ よしはる、本人役）
演 - 本人
「名人」のタイトル保持者。香子が羽生の名人位に挑戦するシーンをもってドラマは幕を閉じる。
毛利元彦（もうり もとひこ）
演 - 古田敦也（当時・ヤクルトスワローズ、捕手）
「棋将」のタイトル保持者。
実在の将棋棋士。全員、本人出演のため、「演」は割愛にする。
内藤國雄
谷川浩司
神吉宏充
有吉道夫
神崎健二（香子が対・雨宮秋彦戦で指した妙手の解説役も担当。聞き手は三倉茉奈・佳奈の2人が麗子、香子として務めた）
平藤眞吾
島朗
長沼洋
井上慶太
森内俊之

### その他の登場人物
上田早苗アナウンサー
演 - 本人
NHK大阪放送局のアナウンサー（当時）で劇中ナレーションを担当した上田が本人役で出演。豆腐事業を展開する麗子にインタビューする。後に香子と史郎の飛竜戦の最終戦では解説する猿渡の聞き手を務めた。
看護婦
演 - 藤山直美
出産のため麗子が入院した病院に勤務。
医者
演  - 笑福亭松之助
銀蔵の依頼で末期ガンに冒されたオーロラ輝子を診察。銀蔵からは赤ひげ先生と呼ばれている。
プロ野球界からのスポット登場人物
掛布雅之（かけふ まさゆき、本人役）
演 - 掛布雅之
未来編に登場。野田豆腐店を訪れ、サイン攻めにあう。その後、阪神タイガースの監督として出演。
原辰徳（はら たつのり、本人役）
演 - 原辰徳
未来編に登場。読売ジャイアンツの監督として出演。

## スタッフ
- 作 - 大石静[12][2][10]
- 音楽 - 梅林茂[2][10]
- 副音声解説 - 関根信昭
- 語り - 上田早苗アナウンサー[2][10]
- タイトル画 - 加藤潤子
- 大阪言葉指導 - 松寺千恵美、山元勢津子
- 讃岐言葉指導 - 亀井賢二
- 豆腐作り指導 - 宮北茂樹、東隆司
- 将棋指導 - 神崎健二、本間博、藤内忍
- ピアノ指導 - 衣川久美子
- ビリヤード指導 - 斉藤健悟
- 経済監修 - 山本和義
- 医事指導 - 小沢満、月城稔実、益澤学
- 空手指導 - 酒井修
- 撮影協力 - 社団法人日本将棋連盟、大阪府豆腐油揚商工組合、京都府豆腐油揚商工組合、大阪府大阪市、兵庫県香住町、城崎町
- 制作統括 - 二瓶亙[2][10]
- 制作 - 安原裕人
- 美術 - 岡本忠士[2][10]
- 技術 - 皿井良雄[2][10]、鈴木文夫[2]
- 音響効果 - 加藤正孝[2][10]、巽浩悦[2]、嶋野聡[2]、山倉正美[2]
- 撮影 - 松村敏雄[10]、森本祐二
- 照明 - 松村豊[10]、中村正則、青井紀子
- 音声 - 佐藤善次郎[10]、坂口一夫
- 映像技術 - 佐伯仁之[10]、増田裕康
- 編集 - 狩森ますみ[10]
- 演出 - 長沖渉[2][10]／安原裕人、西谷真一[2]、鈴木圭[2]、東山充裕[2]、椰川善郎

## 主題歌・劇中歌
主題歌
- 「Natural」
  - 作詞 - NOKKO・路木麻子、作曲 - 梅林茂・NOKKO、編曲 - 梅林茂、歌 - NOKKO
  - サウンドトラック盤に双子の姉妹役の4人（岩崎ひろみ、菊池麻衣子、三倉茉奈・佳奈）が歌ったバージョンが、また2010年に発表された『ふたりうた3』に茉奈 佳奈のバージョンが収録されている。

劇中歌
- 「夫婦みち」（めおとみち）
  - 作詞 - 津城ひかる、作曲 - 弦哲也、編曲 - 南郷達也、歌 - オーロラ輝子
  - 河合美智子はこの曲のキャンペーンで、実際にカラオケ用テープレコーダー持参で全国を回った。

- 「まごころの橋」
  - 作詞・作曲 - 小椋佳、編曲 - 船山基紀・宮崎慎二、歌 - オーロラ輝子

- 「二千一夜のミュウ」
  - 作詞 - 麻生圭子、作曲・編曲 - 梅林茂、歌 - ManaKana

## 放送日程
| 週     | 放送回  | 放送日            | サブタイトル               | 演出     |
| 1996年 | 1996年  | 1996年            | 1996年                     | 1996年   |
| ------ | ------- | ----------------- | -------------------------- | -------- |
| 1      | 1-6     | 10月7日-10月12日  | 麗子、香子誕生             | 長沖渉   |
| 2      | 7-12    | 10月14日-10月19日 | 運命の出会い               | 長沖渉   |
| 3      | 13-18   | 10月21日-10月26日 | それぞれの人生             | 長沖渉   |
| 4      | 19-24   | 10月28日-11月2日  | 別れと出発                 | 西谷真一 |
| 5      | 25-30   | 11月4日-11月9日   | 奨励会と京大               | 鈴木圭   |
| 6      | 31-36   | 11月11日-11月16日 | 芦屋のくらし               | 西谷真一 |
| 7      | 37-42   | 11月18日-11月23日 | 嘘と告白                   | 長沖渉   |
| 8      | 43-48   | 11月25日-11月30日 | 失恋                       | 鈴木圭   |
| 9      | 49-54   | 12月2日-12月7日   | 父の失踪                   | 東山充裕 |
| 10     | 55-60   | 12月9日-12月14日  | 三角関係                   | 西谷真一 |
| 11     | 61-66   | 12月16日-12月21日 | プロポーズ                 | 鈴木圭   |
| 12     | 67-72   | 12月23日-12月28日 | 二十歳の結婚式             | 長沖渉   |
| 1997年 |         |                   |                            |          |
| 13     | 73-78   | 1月6日-1月11日    | とうふブティック           | 西谷真一 |
| 14     | 79-84   | 1月13日-1月18日   | それぞれの結婚生活         | 鈴木圭   |
| 15     | 85-90   | 1月20日-1月25日   | 初の女性四段               | 東山充裕 |
| 16     | 91-96   | 1月27日-2月1日    | さよならコウちゃん         | 長沖渉   |
| 17     | 97-102  | 2月3日-2月8日     | お父ちゃん帰る             | 鈴木圭   |
| 18     | 103-108 | 2月10日-2月15日   | おめでた                   | 東山充裕 |
| 19     | 109-114 | 2月17日-2月22日   | 香子の悲しみ               | 長沖渉   |
| 20     | 115-120 | 2月24日-3月1日    | 再会                       | 梛川善郎 |
| 21     | 121-126 | 3月3日-3月8日     | 決断                       | 東山充裕 |
| 22     | 127-132 | 3月10日-3月15日   | 和解・離婚・出産           | 長沖渉   |
| 23     | 133-138 | 3月17日-3月22日   | オーロラ輝子最後のステージ | 安原裕人 |
| 24     | 139-144 | 3月24日-3月29日   | 麗子と香子、真実と玲実     | 長沖渉   |
| 25     | 145-150 | 3月31日-4月5日    | 新しい生き方               | 長沖渉   |

### 総集編
1997年5月12日 - 15日にBS2で20時 - 21時に放送、同年8月13日 - 16日に総合で0時5分 - 1時4分再放送。
| 放送回 | 放送日        | 放送日        | サブタイトル | 演出                                     |
| 放送回 | BS2           | 総合          | サブタイトル | 演出                                     |
| ------ | ------------- | ------------- | ------------ | ---------------------------------------- |
| 1      | 1997年5月12日 | 1997年8月13日 | 少女編       | 長沖渉                                   |
| 2      | 1997年5月13日 | 1997年8月14日 | 青春編       | 長沖渉 西谷真一 鈴木圭 東山充裕          |
| 3      | 1997年5月14日 | 1997年8月15日 | 結婚編       | 長沖渉 西谷真一 鈴木圭 東山充裕 梛川善郎 |
| 4      | 1997年5月15日 | 1997年8月16日 | 21世紀編     | 長沖渉 安原裕人                          |

## 受賞歴
- 第12回ザテレビジョンドラマアカデミー賞
  - ザテレビジョン特別賞
- 第15回向田邦子賞（大石静）[13]。

## 関連商品
CD
- ふたりっ子（1997年2月、ミディ、サウンドトラック盤）
- NOKKO「Natural」（1996年11月、ソニー・ミュージックエンタテインメント）
- オーロラ輝子（河合美智子）「まごころの橋 / 夫婦みち」（1996年11月、日本コロムビア）
- ManaKana「二千一夜のミュウ」（1997年3月、日本コロムビア）

DVD
- 連続テレビ小説 ふたりっ子 総集編 DVD-BOX（2003年7月、コロムビアミュージックエンタテインメント）
- 連続テレビ小説 ふたりっ子 完全版 DVD-BOX 1（2007年8月、ジェネオンエンタテインメント）
- 連続テレビ小説 ふたりっ子 完全版 DVD-BOX 2（2007年10月、ジェネオンエンタテインメント）

VHS
- 連続テレビ小説 ふたりっ子 オーロラ輝子 名場面集

出版物
- NHKドラマ・ガイド ふたりっ子（NHK出版）ISBN 978-4149235264
- ふたりっ子 1 - 3（葉月陽子、双葉社、ノベライズ）ISBN 978-4575232721 - ISBN 978-4575232912
- ふたりっ子 上・下（葉月陽子、文春文庫、ノベライズ）ISBN 978-4167512057・ISBN 978-4167512064
- ふたりっ子 1 - 4（みすみさこ、双葉社ジュールコミックス、コミック版）ISBN 978-4575332155 - ISBN 978-4575332193
- ふたりっ子 1 - 5（大石静、新風舎文庫、シナリオ版）ISBN 978-4797491128 - ISBN 978-4797491166